# 1822 au Canada
Pour un article plus général, voir Chronologie du Canada.
Cet article traite des événements qui se sont produits durant l'année 1822 au Canada.

## Événements

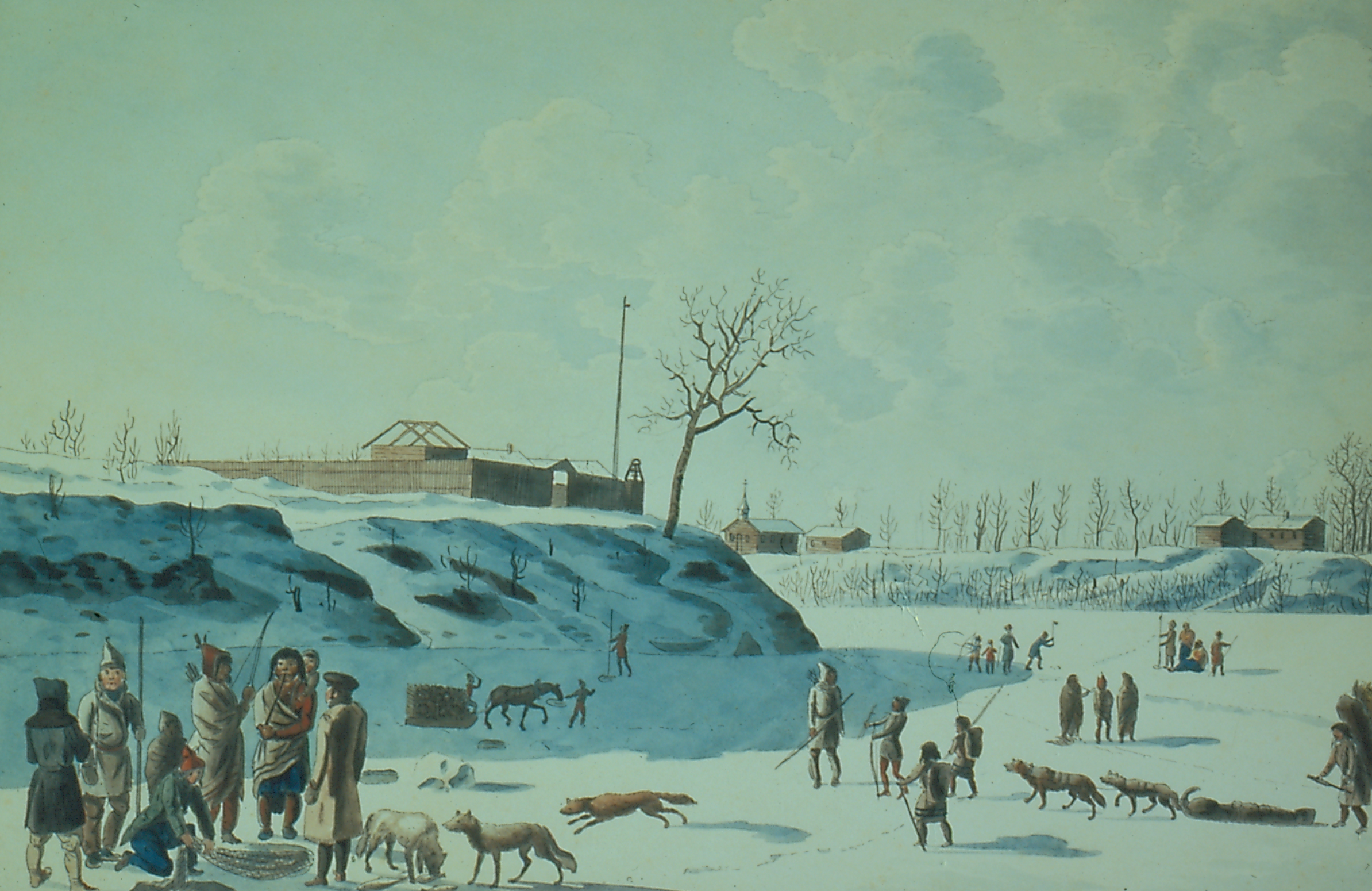
Pêche sur glace au Fort Garry à la colonie de la Rivière Rouge par Peter Rindisbacher.

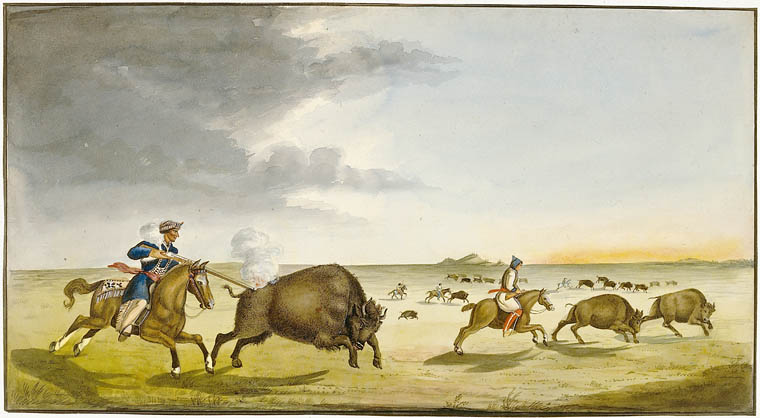
Chasse aux bisons à l'été.

- Juillet : le projet d'union législative des deux Canadas est soumis au Parlement de Londres par Lord Henri Bathurst. Connu dans la colonie en septembre, le projet suscite d'importants débats[1].
- L'officier Henry Wolsey Bayfield nomme la baie Georgienne sur le lac Huron en l'honneur du roi George IV.
- Construction de Fort Garry par la Compagnie de la Baie d'Hudson sur l'emplacement de ce qui deviendra plus tard la ville de Winnipeg.
- Construction de la Prison de Trois-Rivières.
- Fondation du Committee of trade à Montréal qui est l'ancêtre de la Chambre de commerce du Montréal métropolitain.

### Exploration de l'Arctique

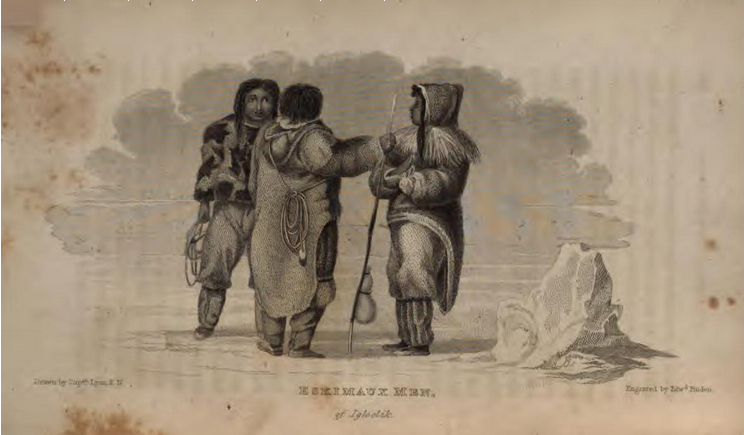
Esquimaux d'Igloulik.

- Fin de l'Expédition Coppermine. John Franklin rentre en Angleterre.
- William Edward Parry poursuit sa deuxième expédition. Il continue à cartographier la région et à étudier la faune et la flore de l'Arctique. Il passe un deuxième hiver à Igloulik.

## Naissance
- 17 janvier : Louis-Joseph d'Herbomez, vicaire apostolique de la Colombie-britannique.
- 25 janvier : William McDougall, homme politique.
- 26 janvier : Antoine Racine, premier évêque de Sherbrooke.
- 28 janvier : Alexander Mackenzie, premier ministre du Canada.
- 9 mars : Alexander Campbell, homme politique.
- 12 mars : Albert James Smith, premier ministre du Nouveau-Brunswick.
- 4 mai : Charles-Eugène Boucher de Boucherville, premier ministre du Québec. († 10 septembre 1915)
- 1 juin : Moss Kent Dickinson, homme politique et maire d'Ottawa.
- 18 juillet : Matthew Hamilton Gault, homme d'affaires et homme politique.
- 31 août : Timothy Warren Anglin, homme politique.
- 15 septembre : Joseph Lenoir, poète et journaliste.
- 30 septembre : Louis Mitchell, facteur d'orgue.
- 1 novembre : Lemuel Cambridge Owen, premier ministre de l'Île-du-Prince-Édouard.
- 13 novembre : Thomas Heath Haviland, lieutenant-gouverneur de l'Île-du-Prince-Édouard.

## Décès
- 1 janvier : Michel-Eustache-Gaspard-Alain Chartier de Lotbinière, homme politique.
- 16 octobre : Jacques-Ladislas-Joseph de Calonne, prêtre et missionnaire.